# Carlos José Solórzano
 (juin 2017).
Si vous disposez d'ouvrages ou d'articles de référence ou si vous connaissez des sites web de qualité traitant du thème abordé ici, merci de compléter l'article en donnant les références utiles à sa vérifiabilité et en les liant à la section « Notes et références ».
 (juin 2017).
- Si vous ne connaissez pas le sujet, laissez ce bandeau (vous pouvez alors contacter les auteurs).
- Si vous supprimez le contenu mis en cause (vous pouvez préalablement contacter les auteurs),

argumentez précisément cette suppression dans la page de discussion
(un manque de référence n'est pas un argument ; une recherche réelle de référence doit avoir été effectuée, être formellement documentée).
Pour les articles homonymes, voir Solórzano (homonymie) et Gutiérrez.
Carlos José Solórzano Gutiérrez (1860-1936) est un homme d'État nicaraguayen qui est président du Nicaragua du 1er janvier 1925 au 14 mars 1926.
Dès le 25 octobre le général Emiliano Chamorro Vargas, battu aux élections par Solórzano, mène des actions de déstabilisation du gouvernement légal jusqu'à faire un coup d'État le 17 janvier 1926, connu dans l'histoire du Nicaragua sous le nom de "El Lomazo".